# David Claerbout
David Claerbout, född 1969 i Kortrijk i Belgien, är en belgisk konstnär som arbetar med fotografi, video, ljud, teckning och digital konst.
David Claerbout utbildade sig i målning på Nationaal Hoger Instituut voor Schone Kunsten i Antwerpen i Belgien 1992–1995. Han intresserade sig över tiden mer och mer för fotografi i gränsområdet mellan film och stillbildsfotografi. 

## Verk i urval
Vietnam 1967, nära Duc Pho (rekonstruktion efter Hiromichi Mine), 2001. Video i färg, utan ljud, 3 minuter, utan slut
- Sections of a Happy Moment, 2007. Video, svart-vitt, 25 minuter, utan slut
- Arena, 2007. Ein-Kanal-Videoprojektion, färg, utan ljud, 33 minuter, utan slut
- Sunrise, 2009. Ein-Kanal-Videoprojektion, färg, stereoljud, 18 minuter
- The Quiet Shore, 2011. Ein-Kanal-Videoprojektion, svart-vitt, utan ljud, 36 minuter, utan slut
- Oil workers (from the Shell company of Nigeria) returning home from work, caught in torrential rain, 2013. Färganimation, utan ljud, utan slut
- Olympia - The Real-Time Disintegration into Ruins of the Berlin Olympic Stadium over the Course of a Thousand Years. Video och stillbilder, 2016

## Utställningar i urval
- Animalisk grupputställning på Bildmuseet, Umeå Universitet, från 2019-06-14 till 2019-10-20 [1]